# Ardenne (Gers)
Pour les articles homonymes, voir Ardennes.
Ardenne est une ancienne commune du Gers. En 1824, elle est rattachée à la commune de Ordan-Larroque en 1824. Aujourd'hui, un hameau porte le nom de Ardenne.

## Géographie

### Localisation
Ardenne se situe dans la partie occidentale de l'actuelle commune de Ordan-Larroque.

### Géologie et relief
Le hameau est situé à une altitude de 196 mètres.

### Hydrographie
Le hameau se situe à l'ouest de l'Auloue.

### Voies de communication et transports
La route départementale D150 traverse la commune du nord au sud dans sa partie orientale.

## Histoire
En 1801, la commune passa du canton de Barran au canton d'Auch-Nord. En 1824, Ordan-Larroque absorba Ardenne. En 2014, Ordan est transférée au canton de la Gascogne-Auscitaine.

## Population et société

### Démographie
| 1793 | 1800 | 1806 | 1821 |
| ---- | ---- | ---- | ---- |
| 120  | 46   | 49   | 53   |